# Catharina Haass
Pour les articles homonymes, voir Haass.
Maria Catharina Haass (née le 29 février 1844 à Ottweiler, et morte le 10 septembre 1916 à Mayence, est une compositrice prussienne, également professeure de musique, pianiste, chanteuse, écrivaine, journaliste et éditrice musicale. 

## Biographie

### Jeunesse et formation
Catharina Haass nait dans la famille d'un maître de poste. C'est un musicien militaire vétéran qui travaille dans le bureau de poste de ses parents qui la forme à la musique. Âgée de douze ans, elle apprend le piano et étudie la musique dans les écoles secondaires de Trèves et de Coblence. Elle est ensuite formée, pendant quatre ans, en théorie musicale et en composition, sûrement en privé. Son professeur est le compositeur Friedrich Lux, alors Kapellmeister au théâtre municipal local.

### Carrière musicale
Après ses études, Catharina Haass s'installe à Mayence comme professeure de musique. Elle va ensuite à Paderborn où elle exerce les métiers de compositrice, professeure de musique, écrivaine et éditrice musicale. À partir de 1876, plusieurs éditeurs musicaux publient ses œuvres, comme Begas à Leipzig, Jungfermann à Paderborn et Simon à Berlin. Elles comptent des compositions pour piano, parfois accompagné de chant ou d'harmonium, ainsi que de petites œuvres scéniques.   
La plupart de ses compositions sont pédagogiques, écrites dans le cadre de son enseignement musical, notamment élémentaire. Ainsi, son premier album imprimé, "Bunten Bilder in Tönen für Klavier zu vier Händen" contient les pièces "Beim Versteckspiel", "Hasch, hasch" et "Meister Pelz". En 1886 et 1887, dans la maison d'édition musicale de Cologne de Peter Joseph Tonger, elle publie un magazine pédagogique musical, le Musikalische Jugendpost, qui rencontre un succès immédiat et reçoit une critique méliorative du Professeur de Piano (magazine). D'après un ouvrage scolaire publié en 1888 à Leipzig, elle enseigne le chant en plus du piano. 
Certaines compositions, destinées à un cercle restreint, familial ou amical, sont écrites pour voix soliste, chœur ou piano, avec des déclamations, des scènes et des tableaux vivants. Elle est aussi journaliste et publie deux recueils de nouvelles. 